# Bahnradsport-Weltmeisterschaften der Junioren 2015
Die Bahnradsport-Weltmeisterschaften der Junioren 2015 fanden vom 19. bis 23. August 2015 im kasachischen Astana statt. Die Rennen wurden im 2011 fertiggestellten Saryarka Velodrome ausgetragen, das die Form eines Rennfahrerhelms hat.
Im Mannschaftswettbewerb Teamsprint stellten sowohl die Juniorinnen wie auch die Junioren am ersten Tag der Weltmeisterschaften neue Weltrekorde auf: Die deutschen Fahrerinnen Pauline Grabosch und Emma Hinze unterschritten als erste die 34-Sekunden-Marke mit einer Zeit von 33,889 Sekunden im Finale, nachdem sie schon in der Qualifikation mit 33,962 eine neue Bestzeit gefahren waren. Bei den Junioren war es die russische Mannschaft aus den drei Fahrern Sergei Isajew, Alexei Nosow und Alexander Wasjuchno, die den aus dem Jahre 2010 stammenden Weltrekord über 45,402 Sekunden auf 44,767 Sekunden verbesserte. Am Tag darauf errang Pauline Grabosch die Goldmedaille im 500-Meter-Zeitfahren ebenfalls mit einer neuen Weltrekordzeit (34,657 s).
In der Qualifikation der Mannschaftsverfolgung fuhr der Schweizer Vierer der Junioren mit 4:08,523 Minuten einen neuen Schweizer Rekord und verbesserte damit die nationale Bestzeit von 4:09,808 Minuten, den dieselben vier Fahrer rund fünf Wochen zuvor, am 14. Juli, bei den Bahn-Europameisterschaften in Athen aufgestellt hatten.
Der deutsche Fahrer Leo Appelt verbesserte in der 3000-Meter-Einerverfolgung mit 3:15,432 Minuten seine eigene nationale Bestzeit von 3:16,848 Minuten, die er im Juni 2015 bei den deutschen Bahnmeisterschaften im Berliner Velodrom erreicht hatte.
Erfolgreichste Sportlerin – sowohl bei den Frauen wie auch bei den Männern – war die deutsche Kurzzeit-Spezialistin Emma Hinze mit insgesamt vier Medaillen, drei goldenen (Teamsprint, Sprint und Keirin) sowie einer silbernen im 500-Meter-Zeitfahren, gefolgt von ihrer Mannschaftskameradin Pauline Grabosch mit zwei Goldmedaillen in Teamsprint und Zeitfahren. Der australische Fahrer Kelland O’Brien errang drei Medaillen, zweimal Gold (im Zweier-Mannschaftsfahren mit Rohan Wight sowie in der Mannschaftsverfolgung mit Wight, Alex Rendell und James Robinson) und einmal Bronze in der Einerverfolgung. Auch der tschechische Fahrer Jiří Janošek gesann drei Medaillen, eine Goldmedaille im 1000-Meter-Zeitfahren sowie jeweils eine Silbermedaille im Sprint und im Keirin.

## Zeitplan
| Datum                  | Disziplinen Männer                     | Disziplinen Frauen                      |
| ---------------------- | -------------------------------------- | --------------------------------------- |
| Mittwoch, 19. August   | Teamsprint                             | Punktefahren, Teamsprint                |
| Donnerstag, 21. August | Mannschaftsverfolgung, Scratch, Keirin | 500-m-Zeitfahren, Mannschaftsverfolgung |
| Freitag, 22. August    | 1000-Meter-Zeitfahren, Punktefahren    | Einerverfolgung                         |
| Samstag, 23. August    | Omnium (Finale), Einerverfolgung       | Sprint, Scratch                         |
| Sonntag, 24. August    | Sprint, Zweier-Mannschaftsfahren       | Keirin, Omnium (Finale)                 |

## Resultate

### Sprint
| Platz | Sportler       | Land | Zeit (s)              |
| ----- | -------------- | ---- | --------------------- |
|       | Park Jeo-ne    | KOR  | 10,954 (1) 11,118 (2) |
|       | Jiří Janošek   | CZE  |                       |
|       | Moritz Meißner | GER  | 10,923 (1) 10,880 (2) |

| Platz | Sportlerin            | Land | Zeit (s)              |
| ----- | --------------------- | ---- | --------------------- |
|       | Emma Hinze            | GER  | 11,637 (1) 11,937 (2) |
|       | Courtney Field        | AUS  |                       |
|       | Xenia Bogojawlenskaja | RUS  | 11,996 (1) 11,964 (2) |

### Keirin

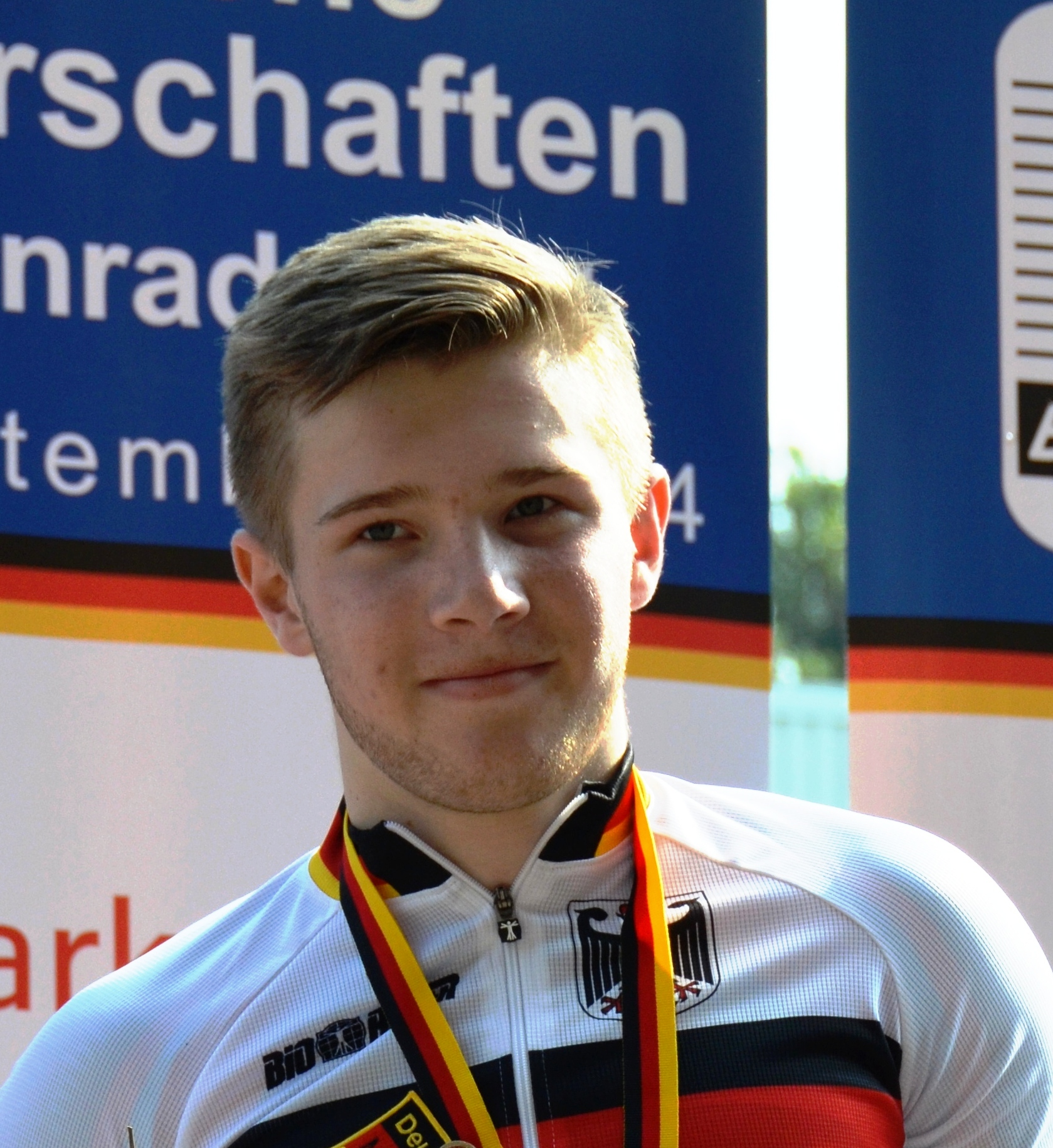
Der Deutsche Moritz Meißner errang zwei Bronzemedaillen, im Sprint und im Keirin.

| Platz | Sportler           | Land |
| ----- | ------------------ | ---- |
|       | Derek Radzikiewicz | AUS  |
|       | Jiří Janošek       | CZE  |
|       | Moritz Meißner     | GER  |

| Platz | Sportlerin     | Land |
| ----- | -------------- | ---- |
|       | Emma Hinze     | GER  |
|       | Courtney Field | AUS  |
|       | Sára Kaňkovská | CZE  |

### Zeitfahren
| Platz | Sportler            | Land | Zeit (min) |
| ----- | ------------------- | ---- | ---------- |
|       | Jiří Janošek        | CZE  | 1:02,200   |
|       | Alexander Wasjuchno | RUS  | 1:02,678   |
|       | Cameron Scott       | AUS  | 1:03,417   |

| Platz | Sportlerin       | Land | Zeit (s)  |
| ----- | ---------------- | ---- | --------- |
|       | Pauline Grabosch | GER  | 34,657 WR |
|       | Emma Hinze       | GER  | 34,729    |
|       | Olivia Podmore   | NZL  | 34,980    |

### Teamsprint
| Platz | Sportler                                              | Land | Zeit (s)  |
| ----- | ----------------------------------------------------- | ---- | --------- |
|       | Sergei Isajew Alexei Nosow Alexander Wasjuchno        | RUS  | 44,767 WR |
|       | Cameron Scott Conor Rowley Derek Radzikiewicz         | AUS  | 45,7240   |
|       | Mateusz Miłek Michael Lewandowski Marcin Czyszczewski | POL  | 45,6650   |

| Platz | Sportlerin                  | Land | Zeit (s)  |
| ----- | --------------------------- | ---- | --------- |
|       | Pauline Grabosch Emma Hinze | GER  | 33,889 WR |
|       | Emma Cumming Olivia Podmore | NZL  | 34,2190   |
|       | Miriam Vece Elena Bissolati | ITA  | 34,8150   |

### Einerverfolgung
| Platz | Sportler            | Land | Zeit (min)  |
| ----- | ------------------- | ---- | ----------- |
|       | Leo Appelt          | GER  | 3:15,432 DR |
|       | Daniel Staniszewski | POL  | 3:21,4780   |
|       | Kelland O’Brien     | AUS  | 3:19,9480   |

| Platz | Sportlerin         | Land | Zeit (min) |
| ----- | ------------------ | ---- | ---------- |
|       | Justyna Kaczkowska | POL  | 2:25,584   |
|       | Marion Borras      | FRA  | 2:26,170   |
|       | Madeleine Park     | NZL  | 2:27,564   |

### Mannschaftsverfolgung
| Platz | Sportler                                                    | Land | Zeit (min) |
| ----- | ----------------------------------------------------------- | ---- | ---------- |
|       | Rohan Wight Alex Rendell Kelland O’Brien James Robinson     | AUS  | 4:05,555   |
|       | Reto Müller Stefan Bissegger Robin Froidevaux Gino Mäder    | SUI  | 4:11,370   |
|       | Sergej Rostowtsew Dmitri Markow Maxim Piskunow Maxim Suchow | RUS  | 4:05,888   |

| Platz | Sportlerin                                                     | Land | Zeit (min)  |
| ----- | -------------------------------------------------------------- | ---- | ----------- |
|       | Bryony Botha Michaela Drummond Madeleine Park Holly White      | NZL  | 4:31,966 WR |
|       | Danielle McKinnirey Nicola Macdonald Chloe Moran Brooke Tucker | AUS  | 4:37,4930   |
|       | Yumi Kajihara Kie Furuyama Yuya Hashimoto Nao Suzuki           | JPN  | 4:39,3740   |

### Scratch
| Platz | Sportler         | Land |
| ----- | ---------------- | ---- |
|       | Campbell Stewart | NZL  |
|       | Yuttana Mano     | THA  |
|       | Denis Nekrasow   | RUS  |

| Platz | Sportlerin         | Land |
| ----- | ------------------ | ---- |
|       | Elisa Balsamo      | ITA  |
|       | Justyna Kaczkowska | POL  |
|       | Nicola Macdonald   | AUS  |

### Punktefahren

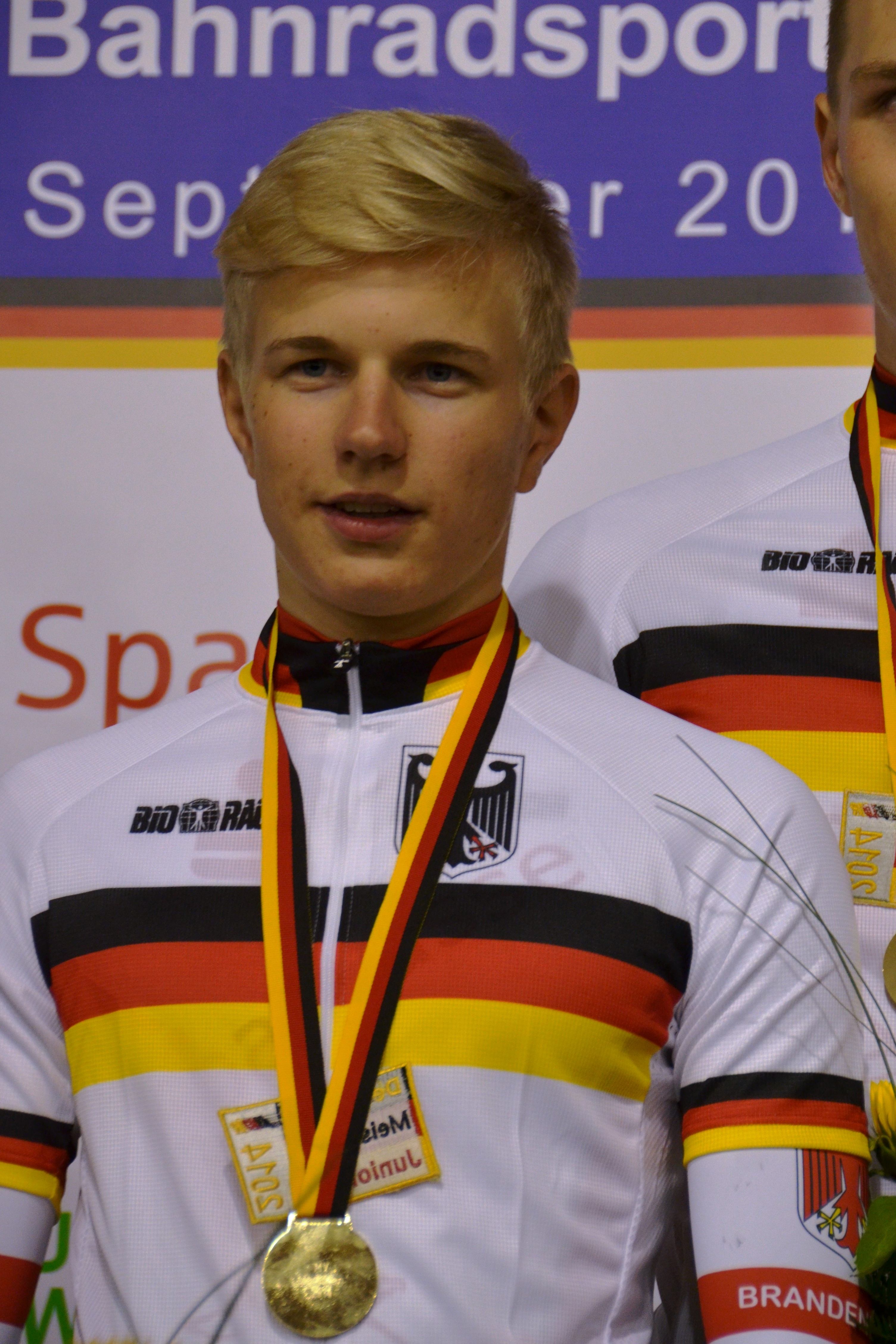
Max Kanter wurde WM-Dritter im Omnium.

| Platz | Sportler         | Land | Punkte |
| ----- | ---------------- | ---- | ------ |
|       | Shunsuke Imamura | JPN  | 31     |
|       | Edgar Stepanyan  | ARM  | 25     |
|       | Gerben Thijssen  | BEL  | 12     |

| Platz | Sportlerin      | Land | Punkte |
| ----- | --------------- | ---- | ------ |
|       | Daria Pikulik   | POL  | 23     |
|       | Yumi Kajihara   | JPN  | 19     |
|       | Kristina Selina | RUS  | 13     |

### Omnium
| Platz | Sportler         | Land | Punkte |
| ----- | ---------------- | ---- | ------ |
|       | Campbell Stewart | NZL  | 191    |
|       | Rohan Wight      | AUS  | 181    |
|       | Max Kanter       | GER  | 156    |

| Platz | Sportlerin          | Land | Punkte |
| ----- | ------------------- | ---- | ------ |
|       | Danielle McKinnirey | AUS  | 189    |
|       | Daria Pikulik       | POL  | 179    |
|       | Martina Alzini      | ITA  | 169    |

### Madison
| Platz | Sportler                          | Land | Punkte       |
| ----- | --------------------------------- | ---- | ------------ |
|       | Kelland O’Brien Rohan Wight       | AUS  | 5            |
|       | Dmitri Markow Maxim Piskunow      | RUS  | 19 – 1 Runde |
|       | Imerio Cima Carloalberto Giordani | ITA  | 12 – 1 Runde |

## Medaillenspiegel

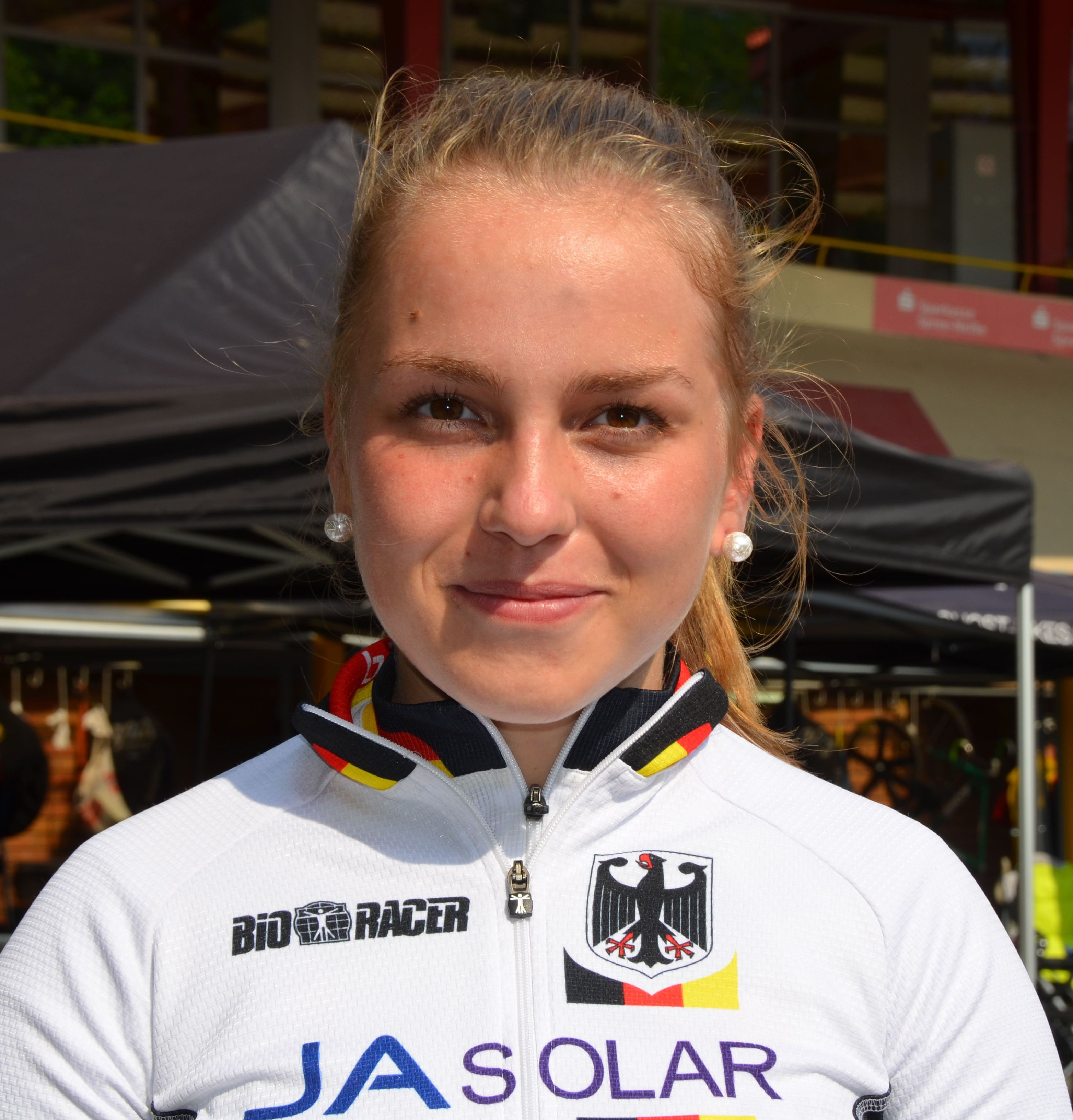
Emma Hinze, mit drei Gold- und einer Silbermedaille die erfolgreichste Teilnehmerin der Weltmeisterschaften

|        | Nation      |    |    |    | Gesamt |
| ------ | ----------- | -- | -- | -- | ------ |
| 1      | Deutschland | 5  | 1  | 3  | 9      |
| 2      | Australien  | 4  | 5  | 3  | 12     |
| 3      | Neuseeland  | 3  | 1  | 2  | 6      |
| 4      | Polen       | 2  | 3  | 1  | 6      |
| 5      | Italien     | 2  | –  | 2  | 4      |
| 6      | Russland    | 1  | 2  | 4  | 7      |
| 7      | Tschechien  | 1  | 2  | 1  | 4      |
| 8      | Japan       | 1  | 1  | 1  | 3      |
| 9      | Südkorea    | 1  | –  | –  | 1      |
| 10     | Thailand    | –  | 1  | –  | 1      |
| 10     | Schweiz     | –  | 1  | –  | 1      |
| 10     | Armenien    | –  | 1  | –  | 1      |
| 10     | Frankreich  | –  | 1  | –  | 1      |
| 14     | Belgien     | –  | –  | 1  | 1      |
| Gesamt | Gesamt      | 19 | 19 | 19 | 57     |

## Aufgebote

### Deutschland
- Kurzzeit Junioren: Dominique Anklam, Dirk Grottner, Moritz Meißner, Nik Schröter, Felix Zschocke (Ersatz)
- Kurzzeit Juniorinnen: Pauline Grabosch, Emma Hinze
- Ausdauer Junioren: Leo Appelt, Moritz Augenstein, Richard Banusch, Bastian Flicke, Max Kanter, Moritz Malcharek
- Ausdauer Juniorinnen: Christin Bolesta, Katja Breitenfellner, Michaela Ebert, Lena Ostler, Laura Süßemilch, Franziska Brauße (Ersatz)

### Österreich
Es nehmen keine Sportler aus Österreich teil.

### Schweiz
- Stefan Bissegger, Robin Froidevaux, Gino Mäder, Reto Müller, Joab Schneiter